# Isole Cook ai Giochi della XXVII Olimpiade
Isole Cook hanno partecipato alle Giochi della XXVII Olimpiade di Sydney, svoltisi dal 15 settembre al 1º ottobre 2000, con una delegazione di 3 atleti.

## Atletica leggera
| 100 m maschili | Teina Teiti | 11"22 | 7 |

## Vela
Femminile
| Atleta      | Evento  | Regata | Regata | Regata | Regata | Regata | Regata | Regata | Regata | Regata | Regata | Regata | Punteggio | Classifica |
| Atleta      | Evento  | 1      | 2      | 3      | 4      | 5      | 6      | 7      | 8      | 9      | 10     | 11     | Punteggio | Classifica |
| ----------- | ------- | ------ | ------ | ------ | ------ | ------ | ------ | ------ | ------ | ------ | ------ | ------ | --------- | ---------- |
| Turla Vogel | Mistral | 19     | 14     | 18     | 13     | (23)   | 19     | 20     | 19     | 9      | (21)   | 18     | 149       | 20         |